# Tepuíborsttyrann
Tepuíborsttyrann (Pogonotriccus chapmani) är en fågel i familjen tyranner inom ordningen tättingar.

## Utbredning och systematik
Tepuíborsttyrann delas in i två underarter:
- Pogonotriccus chapmani chapmani – förekommer i tepuis i södra Venezuela (södra Bolívar och nordöstra Amazonas)
- Pogonotriccus chapmani duidae – förekommer i tepuis i sydöstra Venezuela (Cerro de la Neblina) och närliggande Brasilien

## Status
IUCN kategoriserar arten som livskraftig.

## Namn
Fågelns vetenskapliga artnamn hedrar Frank Michler Chapman (1864-1945), amerikansk ornithologist, samlare och curator på American Museum of Natural History 1908-1942.